# Singles número um na Streaming Songs em 2014
Este anexo lista os singles que alcançaram a primeira posição na Streaming Songs no ano de 2014. A tabela é publicada semanalmente pela revista Billboard e seus dados recolhidos pela Nielsen Broadcast Data Systems, baseando-se na popularidade das canções nos principais serviços de fluxo de mídia na Internet, isto é, o número de execuções nas mais importantes estações de rádios online e plataformas de áudio e vídeo sob demanda.

## Histórico
| Data            | Canção                         | Artista                    | Audiência em streams | Referências |
| --------------- | ------------------------------ | -------------------------- | -------------------- | ----------- |
| 4 de janeiro    | "The Monster"                  | Eminem com Rihanna         | 7 milhões e 600 mil  | [ 3 ]       |
| 11 de janeiro   | "Adore You"                    | Miley Cyrus                | 7 milhões            | [ 4 ]       |
| 18 de janeiro   | "Wrecking Ball"                | Miley Cyrus                | 7 milhões e 600 mil  | [ 5 ]       |
| 25 de janeiro   | "Wrecking Ball"                | Miley Cyrus                | N/A                  | [ 6 ]       |
| 1º de fevereiro | "Drunk in Love"                | Beyoncé com Jay Z          | 5 milhões e 500 mil  | [ 7 ]       |
| 8 de fevereiro  | "Dark Horse"                   | Katy Perry com Juicy J     | 5 milhões e 600 mil  | [ 8 ]       |
| 15 de fevereiro | "Drunk in Love"                | Beyoncé com Jay Z          | 9 milhões e 400 mil  | [ 9 ]       |
| 22 de fevereiro | "Drunk in Love"                | Beyoncé com Jay Z          | 6 milhões e 700 mil  | [ 10 ]      |
| 1º de março     | "Drunk in Love"                | Beyoncé com Jay Z          | 7 milhões e 300 mil  | [ 11 ]      |
| 8 de março      | "Dark Horse"                   | Katy Perry com Juicy J     | 11 milhões e 600 mil | [ 12 ]      |
| 15 de março     | "Dark Horse"                   | Katy Perry com Juicy J     | 11 milhões e 200 mil | [ 13 ]      |
| 22 de março     | "Dark Horse"                   | Katy Perry com Juicy J     | 8 milhões e 900 mil  | [ 14 ]      |
| 22 de março     | "We Might Be Dead by Tomorrow" | Soko                       | 11 milhões e 500 mil | [ 15 ]      |
| 5 de abril      | "Dark Horse"                   | Katy Perry com Juicy J     | N/A                  | [ 16 ]      |
| 12 de abril     | "Dark Horse"                   | Katy Perry com Juicy J     | N/A                  | [ 17 ]      |
| 19 de abril     | "Dark Horse"                   | Katy Perry com Juicy J     | 8 milhões e 400 mil  | [ 18 ]      |
| 26 de abril     | "Dark Horse"                   | Katy Perry com Juicy J     | 8 milhões e 200 mil  | [ 19 ]      |
| 3 de maio       | "Happy"                        | Pharrell Williams          | 9 milhões e 200 mil  | [ 20 ]      |
| 10 de maio      | "Happy"                        | Pharrell Williams          | 8 milhões e 400 mil  | [ 21 ]      |
| 17 de maio      | "Happy"                        | Pharrell Williams          | 8 milhões e 600 mil  | [ 22 ]      |
| 24 de maio      | "Happy"                        | Pharrell Williams          | 9 milhões e 300 mil  | [ 23 ]      |
| 31 de maio      | "Fancy"                        | Iggy Azalea com Charli XCX | 8 milhões e 400 mil  | [ 24 ]      |
| 7 de junho      | "Fancy"                        | Iggy Azalea com Charli XCX | 14 milhões           | [ 25 ]      |
| 14 de junho     | "Fancy"                        | Iggy Azalea com Charli XCX | 13 milhões e 500 mil | [ 26 ]      |
| 21 de junho     | "Fancy"                        | Iggy Azalea com Charli XCX | 12 milhões e 500 mil | [ 27 ]      |
| 28 de junho     | "Fancy"                        | Iggy Azalea com Charli XCX | 12 milhões e 200 mil | [ 28 ]      |
| 5 de julho      | "Fancy"                        | Iggy Azalea com Charli XCX | 11 milhões e 600 mil | [ 29 ]      |
| 12 de julho     | "Fancy"                        | Iggy Azalea com Charli XCX | 11 milhões e 100 mil | [ 30 ]      |
| 19 de julho     | "Fancy"                        | Iggy Azalea com Charli XCX | 10 milhões e 700 mil | [ 31 ]      |
| 26 de julho     | "Fancy"                        | Iggy Azalea com Charli XCX | 10 milhões e 600 mil | [ 32 ]      |
| 2 de agosto     | "Fancy"                        | Iggy Azalea com Charli XCX | 12 milhões e 200 mil | [ 33 ]      |
| 9 de agosto     | "Fancy"                        | Iggy Azalea com Charli XCX | 10 milhões e 100 mil | [ 34 ]      |
| 16 de agosto    | "Fancy"                        | Iggy Azalea com Charli XCX | N/A                  | [ 35 ]      |
| 23 de agosto    | "Fancy"                        | Iggy Azalea com Charli XCX | 8 milhões e 900 mil  | [ 36 ]      |
| 30 de agosto    | "All About That Bass"          | Meghan Trainor             | 8 milhões e 100 mil  | [ 37 ]      |
| 6 de setembro   | "Anaconda"                     | Nicki Minaj                | 32 milhões e 100 mil | [ 38 ]      |
| 13 de setembro  | "Anaconda"                     | Nicki Minaj                | 17 milhões e 300 mil | [ 39 ]      |
| 20 de setembro  | "Anaconda"                     | Nicki Minaj                | 13 milhões e 100 mil | [ 40 ]      |
| 27 de setembro  | "All About That Bass"          | Meghan Trainor             | 15 milhões e 500 mil | [ 41 ]      |
| 4 de outubro    | "All About That Bass"          | Meghan Trainor             | 15 milhões e 700 mil | [ 42 ]      |
| 11 de outubro   | "All About That Bass"          | Meghan Trainor             | 14 milhões e 300 mil | [ 43 ]      |
| 18 de outubro   | "All About That Bass"          | Meghan Trainor             | 13 milhões e 900 mil | [ 44 ]      |
| 25 de outubro   | "All About That Bass"          | Meghan Trainor             | 13 milhões e 400 mil | [ 45 ]      |
| 1º de novembro  | "All About That Bass"          | Meghan Trainor             | 12 milhões e 900 mil | [ 46 ]      |
| 8 de novembro   | "All About That Bass"          | Meghan Trainor             | 13 milhões e 200 mil | [ 47 ]      |
| 15 de novembro  | "All About That Bass"          | Meghan Trainor             | 11 milhões e 900 mil | [ 48 ]      |
| 22 de novembro  | "Shake It Off"                 | Taylor Swift               | 16 milhões e 100 mil | [ 49 ]      |
| 29 de novembro  | "Blank Space"                  | Taylor Swift               | 19 milhões e 200 mil | [ 50 ]      |
| 6 de dezembro   | "Blank Space"                  | Taylor Swift               | 14 milhões e 200 mil | [ 51 ]      |
| 13 de dezembro  | "Blank Space"                  | Taylor Swift               | 14 milhões e 200 mil | [ 52 ]      |
| 20 de dezembro  | "Blank Space"                  | Taylor Swift               | 12 milhões           | [ 53 ]      |